# (32919) 1995 CJ1
1995 سي جاي 1 (ويعرف أيضًا باسم (32919) 1995 سي جاي 1 وفق تسمية الكوكب الصغير) (بالإنجليزية: 1995 CJ1)‏ هو كويكب ضمن حزام الكويكبات؛ وترتيبه 32919 من حيث الاكتشاف.
اكتُشف هذا الجُرم الفلكي بواسطة Kin Endate ‏ في 3 فبراير 1995.

## وصلات خارجية
- (32919) 1995 CJ1 في قاعدة بيانات مختبر الدفع النفاث لأجرام النظام الشمسي الصغيرة

- الاكتشاف · مخطط المدار ·  العناصر المدارية · المعلمات المادية

- (32919) 1995 CJ1 على موقع ويكي سكاي: DSS2, SDSS, GALEX, IRAS, Hydrogen α, X-Ray, Astrophoto, Sky Map, Articles and images